# Никль, Тимо
Тимо Никль (нем. Thimo Nickl; род. 4 декабря 2001, Клагенфурт-ам-Вёртерзе) — австрийский хоккеист, защитник «Клагенфурта» и национальной сборной Австрии.

## Клубная карьера
Тимо Никль был воспитанником хоккейного клуба «Клагенфурт», который представлял на различных юношеских и международных уровнях, а в октябре 2016 года дебютировал за основную команду. В 2019 году перешёл в канадский «Драммондвилл Вольтижерс», выступавший в Главной юниорской хоккейная лиге Квебека.
В 2020 году был выбран в 4-м раунде драфта НХЛ под общим 104-м номером клубом «Анахайм Дакс», став первым австрийским игроком, когда-либо задрафтованным этим клубом, а также первым в истории игроком из Клагенфурта, выбранным на драфте. В 2020 году из-за пандемии COVID-19 был вынужден остаться в Европе, присоединившись к шведскому «Рёгле». По ходу сезона был отдан в аренду в «АИК». За время аренды набрал десять очков в тридцати восьми матчах, вследствие чего «АИК» решил подписать с игроком полноценный контракт на следующий сезон.
30 марта 2023 года было объявлено о том, что права на Никля в НХЛ были проданы «Питтсбург Пингвинз» (в рамках обмена на Джадда Колфилда). После трёх лет выступления за шведские клубы в июле 2023 года подписал контракт с клубом Американской хоккейной лиги «Уилкс-Барре/Скрантон Пингвинз», при этом права на игрока до 1 июня 2024 года сохранили за собой «Питтсбург Пингвинз». В октябре 2023 года был переведён в фарм-клуб «Питтсбурга», выступавший в Хоккейной лиге Восточного побережья, «Уилинг Нэйлерз». Дебютировал за новый клуб 15 октября 2023 года в матче против «Цинциннати Сайклонс», а первый гол в профессиональной карьере в Северной Америке забил 5 ноября в ворота «Рединг Роялс».
В феврале 2024 года было объявлено о том, что Никль вернётся в «Клагенфурт» не позднее лета. В июле 2024 года игрок присоединился к австрийскому клубу

## Карьера в сборной
Тимо Никль представлял Австрию на юношеских и молодёжных международных турнирах.
Свой первый матч за основную сборную провёл 18 мая 2021 года против украинцев. В составе команды принимал участие в играх мировых чемпионатов 2023 и 2024 и 2025 годов, а также в отборе на Олимпиаду-2026.